# Roy Forbes Harrod
Sir Roy Forbes Harrod, né le 13 février 1900 à Londres et mort le 8 mars 1978 dans le Norfolk, est un économiste anglais. Il fait ses études puis enseigne à l'Université d'Oxford, à l'Université de Cambridge où il fera connaissance avec John Maynard Keynes. Il est connu en sciences économiques pour le modèle de Harrod-Domar.
Il participe à la vie politique anglaise comme conseiller de Churchill pendant la Seconde Guerre mondiale puis du ministre conservateur Harold Macmillan de 1957 à 1963.
Il publie des travaux d'une grande variété, explorant divers aspects de la science économique. Une grande partie de ses travaux traite de l'analyse de la croissance économique, mais il effectue également des recherches sur la monnaie et l'inflation. Il réalise par ailleurs de nombreux travaux sur la théorie de la connaissance et la mémoire.

## Théorie de la connaissance de Harrod
La théorie de la connaissance de Harrod est principalement exposée dans un livre publié en 1956, The Foundations of Inductive Logic. L'auteur y estime réfuter les arguments du philosophe écossais David Hume critiquant l'induction comme mode de connaissance. Selon ce dernier, l'observation de cas particuliers ne peut déboucher sur l'énoncé d'une proposition générale. Par exemple on ne peut conclure, sous prétexte que nous n'ayons vu que des cygnes blancs, que tous les cygnes sont blancs.
Harrod réfute le scepticisme de Hume, fondé sur cette critique de l'induction, au nom de ce qu'il appelle le « principe de l'expérience ». Selon ce principe, il existe de fortes probabilités que des évènements qui se sont produits un grand nombre de fois se reproduisent à l'avenir. Harrod justifie ainsi grâce aux probabilités l'expérience comme fondement des théories de la connaissance.

## Économie
Roy Harrod se rattache au courant post-keynesien et a notamment contribué à l'élaboration des théories de la croissance après la Seconde Guerre mondiale, avec la présentation de ce qui a ensuite été appelé le modèle de Harrod-Domar, qui étudie les conditions d'une croissance équilibrée sur le long terme.
Roy Harrod a également contribué à la microéconomie, plus particulièrement à l'étude de la concurrence et de l'équilibre du producteur. Il était un membre influent de l'"Oxford Economic Research Group" qui s'est distingué par une critique radicale du marginalisme dans le cadre de la controverse sur le marginalisme.